# Clube Desportivo Pinhalnovense
O Clube Desportivo Pinhalnovense é um clube desportivo português, com sede na vila de Pinhal Novo, município de Palmela, Distrito de Setúbal. O clube foi fundado em 5 de Agosto de 1948, através da fusão de duas outras coletividades, e atualmente conta com praticantes de basquetebol, futebol, karaté shotokan, ginástica acrobática e trampolins.
A equipa de futebol sénior participa na 1º Divisão da AF Setúbal. O clube conta com todos os escalões, desde as escolas, benjamins e Infantis (futebol de 7) e iniciados (Campeonato Distrital da AF Setúbal), juvenis (Campeonato Nacional) e juniores (2ª Divisão Campeonato Nacional).

## Palmarés
- II Divisão - Série Sul: 2004/05
- III Divisão - Série F: 2002/03